# Febbre nel sangue
Febbre nel sangue (A Fever in the Blood) è un film del 1961 diretto da Vincent Sherman.
È un film drammatico statunitense con Efrem Zimbalist Jr., Angie Dickinson e Jack Kelly. È basato sul romanzo del 1959 A Fever in the Blood di William Pearson.

## Produzione
Il film, diretto da Vincent Sherman su una sceneggiatura di Roy Huggins, Harry Kleiner e William Pearson, fu prodotto da Huggins per la Warner Bros.

## Distribuzione
Il film fu distribuito con il titolo A Fever in the Blood negli Stati Uniti dal 28 gennaio 1961 al cinema dalla Warner Bros.
Altre distribuzioni:
- in Finlandia il 1º giugno 1962 (Kunnian hinta)
- in Germania Ovest il 4 luglio 1980 (in TV)
- in Brasile (Escândalos Ocultos)
- in Grecia (O amartolos kyklos ton 12)
- in Italia (Febbre nel sangue)

## Critica
Secondo Leonard Maltin il film è un "turgido dramma incentrato su un processo per omicidio".